# トロピカ〜ル恋して〜る
「トロピカ〜ル恋して〜る」（トロピカ〜ルこいして〜る）は、松浦亜弥の2枚目のシングル。2001年6月13日に発売された。

## 解説
1stシングルの「ドッキドキ!LOVEメール」に続き、4つ打ちのハウス系ビートになっている。
プロモーションビデオは、「テニスの試合をテレビ観戦する女の子」という設定になっているが、テレビをみる女の子、両テニスプレーヤー、審判、アナウンサー、玉拾いと、松浦が1人6役を演じている。
テレビ東京系列『アイドルをさがせ!』オープニングテーマ。

## 収録曲
全作詞・作曲：つんく　全編曲：渡部チェル
1. トロピカ〜ル恋して〜る [4:41]
2. 夕暮れ [4:51]
3. トロピカ〜ル恋して〜る (Instrumental) [4:34]

## 参加ミュージシャン
トロピカ〜ル恋して〜る
- キーボード&プログラミング：渡部チェル
- ギター：川瀬智
- コーラス：つんく・ONE COINS

夕暮れ
- キーボード&プログラミング：渡部チェル
- ギター：川瀬智
- コーラス：松浦亜弥